# أنطلياس
أنطلياس، هي إحدى القرى اللبنانية ضمن قضاء المتن في محافظة جبل لبنان. تبعد حوالي 5 كيلومترات شمال بيروت.

## الأصل اللغوي
اسم "أنطلياس" يعود في أصله إلى اللغة اليونانية: ἀντήλιος، ويتكون من كلمتين: ἀντί (أنتي) وتعني "مقابل" أو "ضد"، وἥλιος (هيليوس) وتعني "الشمس"، أي أن الاسم يعني "مواجه الشمس" أو "في مواجهة الشمس".

## البلدية
تقع بلدية أنطلياس - النقاش في قضاء المتن بمحافظة جبل لبنان، وهي واحدة من ثماني محافظات في لبنان. تبعد أنطلياس - النقاش حوالي 8 كيلومترات (4.97 ميل) عن بيروت، عاصمة لبنان. يبلغ ارتفاعها عن سطح البحر حوالي 10 أمتار (32.81 قدمًا). وتغطي مساحتها نحو 193 هكتارًا (1.93 كم² أو 0.74498 ميل²).

## الأهمية الأثرية
تحتضن أنطلياس موقع "قصر عقيل" الأثري، الذي عُثر فيه على أقدم بقايا بشرية في المنطقة، تعود إلى إنسان عاش قبل نحو 30,000 عام، وذلك قرب كهوف قصر عقيل. نُقل جمجمة الهيكل العظمي إلى المتحف الوطني في بيروت، في حين أُرسلت باقي البقايا إلى الولايات المتحدة للحفظ والدراسة.
كما تشتهر تلك الكهوف باهتمام علماء استكشاف الكهوف بها، وقد قاموا باستكشاف ممراتها الداخلية. يُذكر أن "كهف أنطلياس" كان يقع على بعد 2.5 كيلومتر شرق المدينة، لكنه دُمر بالكامل بواسطة الديناميت عام 1964. وتُعرض مكتشفات أنطلياس حاليًا في متحف ما قبل التاريخ اللبناني.
تضم أنطلياس كنيسة القديس إيليا (مار إلياس)، التي بُنيت عام 1895. ويُقام فيها أسبوع احتفالي في الأسبوع الذي يصادف 20 يوليو من كل عام، ويشمل عروضًا مسرحية وحفلات موسيقية ومهرجانات وأكشاكًا للطعام والحلويات، إضافة إلى عروض الألعاب النارية.

## الأهمية التاريخية
كانت أنطلياس، وبشكل خاص دير مار إلياس، موقعًا لتوقيع معاهدة تاريخية تُعرف باسم "عامية أنطلياس"، وهي اتفاقية تمّت بين عدد من الطوائف اللبنانية في منتصف القرن التاسع عشر، تحديدًا عام 1840، بهدف التوحد ضد ظلم الاحتلال المصري وحلفائه. وكانت الطائفتان المسيحية والدرزية هما الطرفان الرئيسيان في هذه الاتفاقية. ومع ذلك، لم تمنع هذه المعاهدة اندلاع حرب طاحنة بين الطرفين عام 1860، أدت إلى سقوط عشرات الآلاف من الضحايا.
في 29 آذار/مارس 1991، وقعت تفجيرة بسيارة مفخخة في أنطلياس أسفرت عن مقتل ثلاثة أشخاص.
تجدر الإشارة أيضًا إلى أن أول مبنى يحتوي على مصعد (أسانسير) في لبنان بُني في أنطلياس، وقد شيّدته عائلة الشمالي.

## الدين
تُعد أنطلياس مقرًا لكاثوليكوس قيليقية التابع لكنيسة الأرمن الأرثوذكس لبيت قيليقية الكبير. كما تضم المدينة كاتدرائية مار إلياس، وهي الكرسي الأسقفي لأبرشية أنطلياس المارونية التابعة للكنيسة الكاثوليكية المارونية. ومن المباني الدينية البارزة الأخرى: دير مار إلياس الماروني الذي يحتوي على كنيستين، وكنيسة القديس ميخائيل للروم الأرثوذكس. ويوجد في البلدة مسجد سني واحد.

## الجغرافيا
تتكوّن أنطلياس من سهل ساحلي خصب ومنطقة تلالية تمتد إلى الشرق. كما يوجد سهل أضيق على جانبي نهر أنطلياس، الذي ينبع من مصدر قريب يُعرف بـ"الفوار"، ويتجه من الشرق إلى الغرب ليصب في البحر الأبيض المتوسط. يُعد نهر أنطلياس ملوثًا بشكل كبير نتيجة فرط التغذية الناتجة عن التمدن الكثيف وتأثير مياه الصرف الصحي غير المعالجة.
حتى أوائل التسعينيات، كان السهل الساحلي في أنطلياس يتكوّن في الغالب من أراضٍ مفتوحة مزروعة بأشجار البرتقال والموز، ولم تكن هناك منازل كثيرة في المنطقة الساحلية. كما كانت ضفاف نهر أنطلياس مزروعة كذلك بأشجار البرتقال. وبسبب التمدن الواسع منذ النصف الثاني من القرن الماضي، تم استبدال معظم المساحات الخضراء بمبانٍ سكنية وتجارية، مما أدى إلى تأثير بيئي سلبي كبير على المنطقة، ولم يتبقَ سوى القليل جدًا، إن وجد، من هذه المساحات الخضراء.

### الموقع الاستراتيجي
تُعد أنطلياس بوابة مناطق المتن الشمالي، وهي من أكثر مناطق لبنان ازدهارًا، إذ تضم عددًا من المصانع، والمجمّعات التجارية، والمدارس الهامة. تقع أنطلياس بين بيروت ومدينة جونية، ويشهد الطريق الساحلي السريع الذي يمر بها ازدحامًا مروريًا يوميًا. وكما ذُكر سابقًا، فإن أنطلياس تُعد ممرًا رئيسيًا إلى بكفيا، ضهور الشوير، بسكنتا، وعينطورة، وهي كلها منتجعات صيفية مشهورة، ويُعرف طريق أنطلياس - بكفيا بدوره الحيوي في الربط بين هذه المناطق.

## الأهمية التجارية
تضم أنطلياس عددًا من المجمّعات التجارية المعروفة مثل ABC وLe Mall، بالإضافة إلى سوبرماركت كبيرة مثل سبينيس وبو خليل، وعدد من دور السينما منها: سينما سانت إيلي، غراند سينما وسينيمول . وتحتوي المدينة أيضًا على شارع مخصص للبنوك، يضم أكثر من خمسة بنوك مختلفة . كما تحتوي أنطلياس على شارع يضم مجموعة من المطاعم المتنوعة التي تقدم مأكولات من مطابخ متعددة، مثل:
- يابانية: Yen، Yabani، Tsunami
- لبنانية: Petit Café، Keif، Lebnene
- أمريكية: Spot، Public
- إيطالية: Pinocchio
- مكسيكية: Carlito's
- فرنسية: L’escroc

## الأهمية السياحية
تضم أنطلياس مرسى (مارينا) كبيرًا وواجهة بحرية تجذب الزوّار من البلدات المجاورة وحتى البعيدة. وكان فندق غاردن تاور أول فندق يُبنى في منطقة أنطلياس، ويقع مباشرةً بجوار مقر الكاثوليكوسية الأرمنية. كما يُعد نهر أنطلياس، الذي يمر عبر شوارعها، من المعالم الشهيرة في البلدة.

## الأهمية الثقافية
تستضيف أنطلياس معرضًا سنويًا للكتاب تنظّمه الحركة الثقافية في أنطلياس، وهي منظمة يقع مقرها في المدينة وتقوم بتنظيم فعاليات دورية مثل ندوات سياسية، مراجعات كتب، مسرحيات وغيرها من الأنشطة الثقافية. كما تُعد أنطلياس موطنًا للأخوين رحباني، اللذين قدّما الكثير للتراث الموسيقي العالمي، وقد كانت أنطلياس مصدر إلهام لهما لسنوات. ويوجد في البلدة شارع يحمل اسم الأخوين رحباني تكريمًا لإرثهما الفني.

## أعلام
- منصور الرحباني
- عاصي الرحباني
- كاريكين الأول
- لوري هايتايان